# Traulacris grandis
Traulacris grandis är en insektsart som först beskrevs av Miller, N.C.E. 1932.  Traulacris grandis ingår i släktet Traulacris och familjen gräshoppor. Inga underarter finns listade i Catalogue of Life.